# Senobasis gyrophora
Senobasis gyrophora är en tvåvingeart som först beskrevs av Ignaz Rudolph Schiner 1868.  Senobasis gyrophora ingår i släktet Senobasis och familjen rovflugor. Inga underarter finns listade i Catalogue of Life.